# DAF F241
DAF F241 je tovární označení pro řadu těžkých nákladních vozidel, většinou dálkových, vyráběných holandským výrobcem DAF v letech 1973 až 1994. Vozy vešly ve známost jako DAF 2800, 3300 a 3600. Kabina vznikla vývojem z řady F218 a byla první sklopnou kabinou společnosti DAF umístěné mimo jiné na modelu 2500. Názvy odrážejí šířku kabiny v centimetrech, 218 a 241 cm (86 a 95 palců). Kabinu používala také maďarská RÁBA pro různé aplikace.

## Historie
Model „2800“, představený na Mezinárodní výstavě užitkových vozidel v září 1973, nahradil pohodlný a rozhodně ne ještě zastaralý typ 2600. DAF 2800 měl pod kapotou své nové sklápěcí kabiny první evropský turbodiesel s mezichladičem. Motor DKS o objemu 11,6litru dával výkon 320 koní a 1260 Nm. Mezi další motory patřily přeplňovaný DKTD o výkonu 280 koní a atmosférický DKA o výkonu 250 koní. Na základě modulárního designu kabiny F218 z roku 1970 byla přední část kabiny F241 přepracována a nová širší kabina vyžadovala použití sady tří stěračů, což je charakteristická vlastnost této řady. Převodovky s 12 nebo 16 rychlostmi byly nabízeny od firmy ZF nebo 13rychlostní a dvojitým dělením od společnosti Fuller. Kabiny a motory byly dodány také holandské společnosti GINAF, výrobci nákladních vozidel s pohonem všech kol. 
V roce 1985 byla představena kabina Space Cab s vysokou střechou a ve stejném roce společnost DAF představila druhou generaci přeplňovaných a vzduchem chlazených vznětových motorů s názvem ATi (Advanced Turbo Intermediate), které zvýšily výkon a zároveň snížily spotřebu paliva a emise.
Od roku 1985 byla také zahájena výroba nové vlajkové lodi řady, DAF 3600 s dieselovým motorem „DKZ 1160ATI“ o výkonu 373 koní.
V roce 1987 debutoval nový DAF 95 a postupně řadu DAF 2800/3300/3600 nahradil.

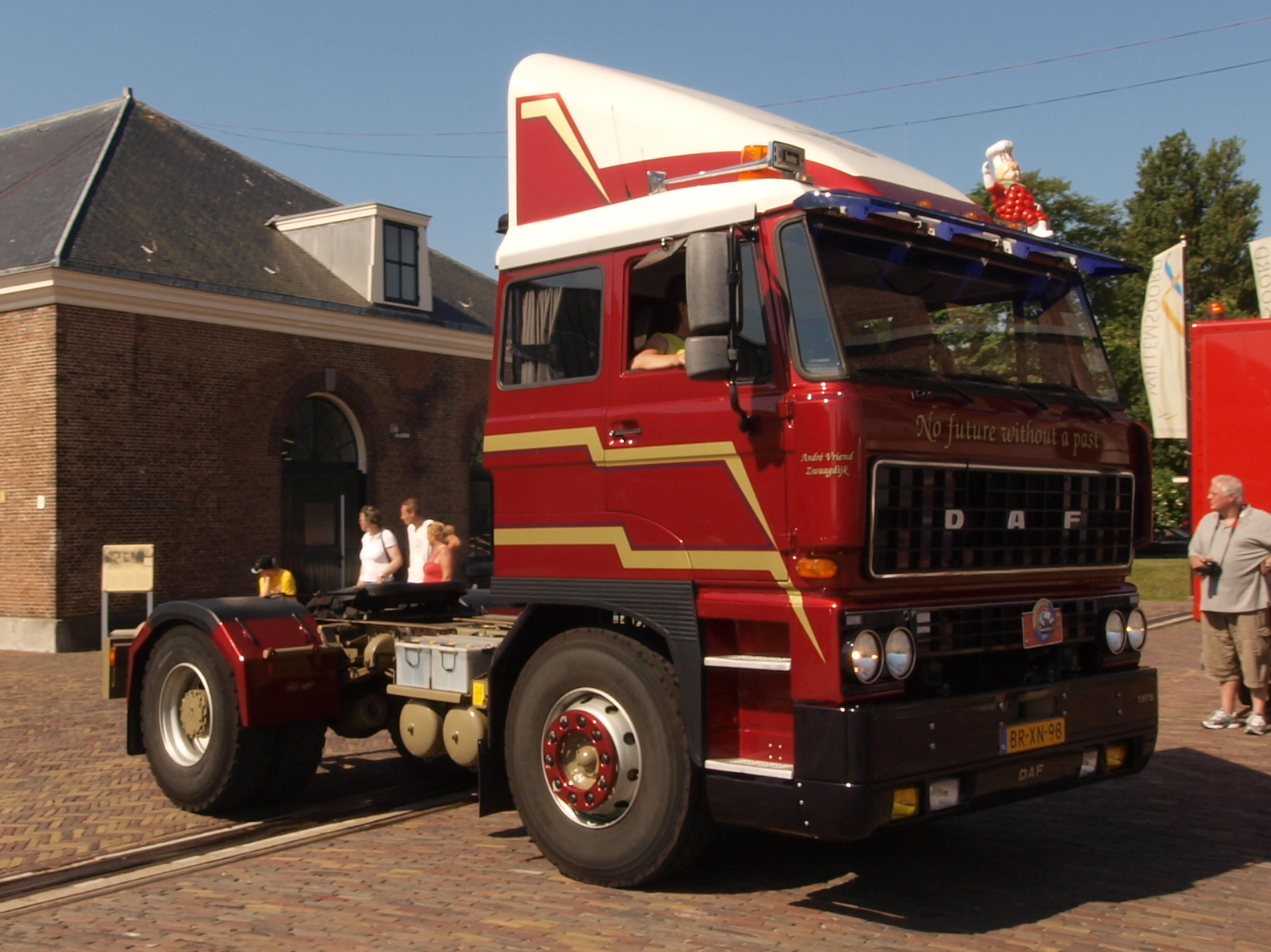
DAF 2805 z roku 1975
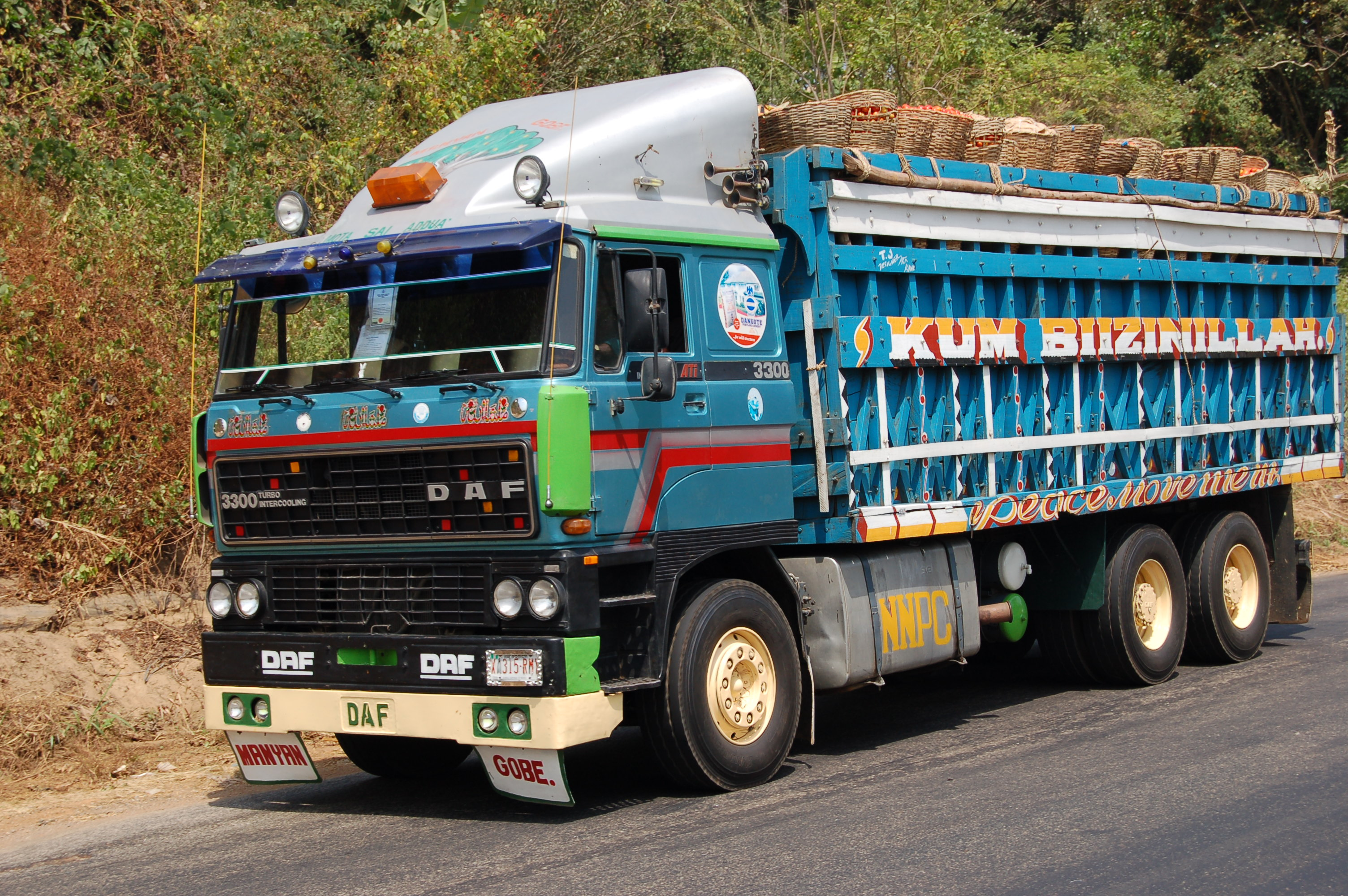
Náklaďák DAF v Nigérii
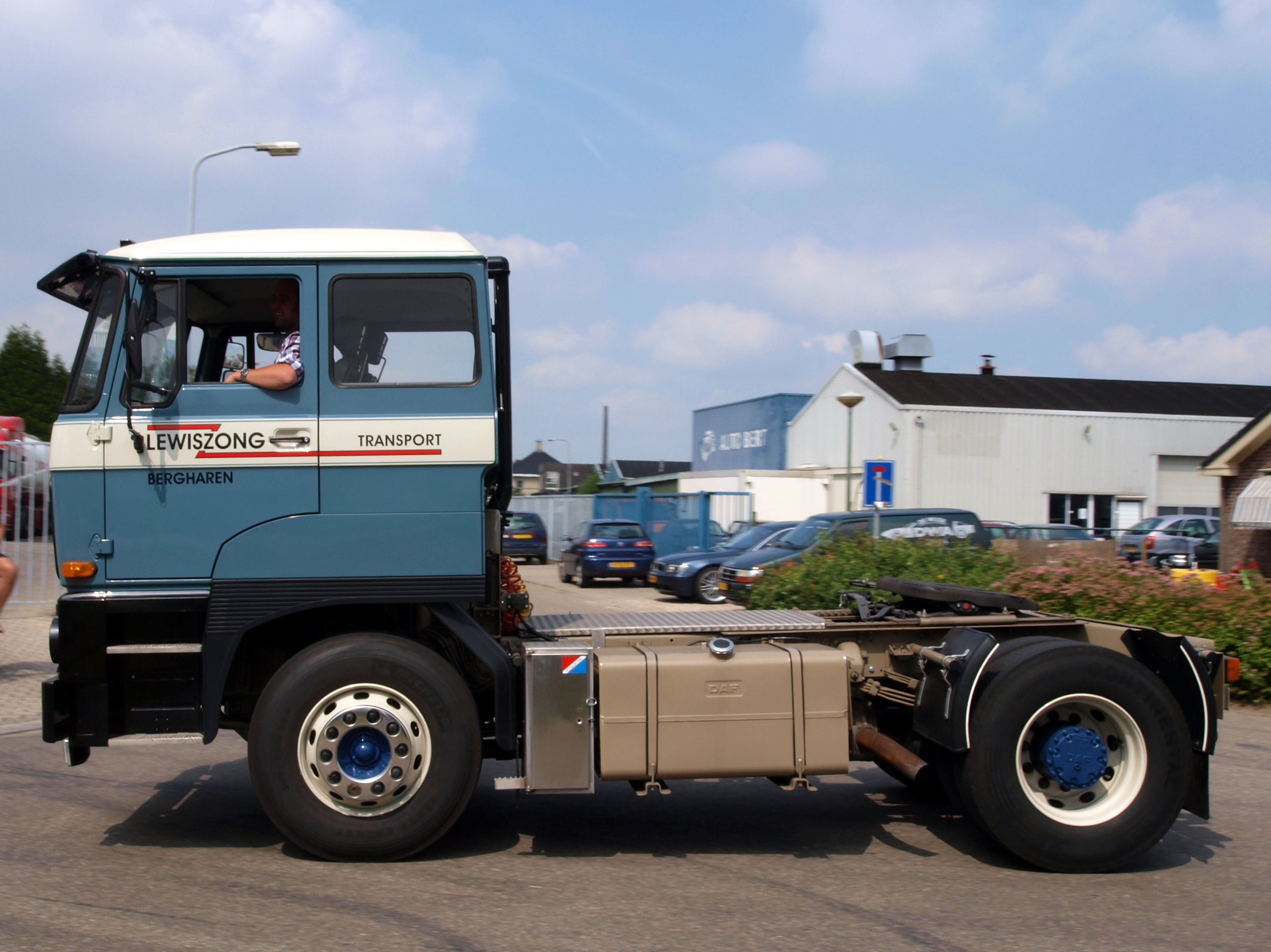
DAF FT280 DKT325 z roku 1976
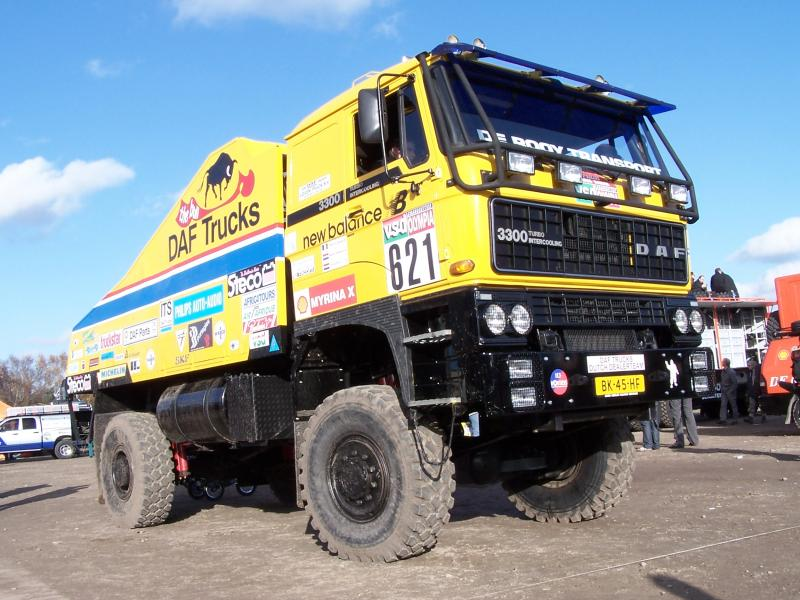
DAF 3300
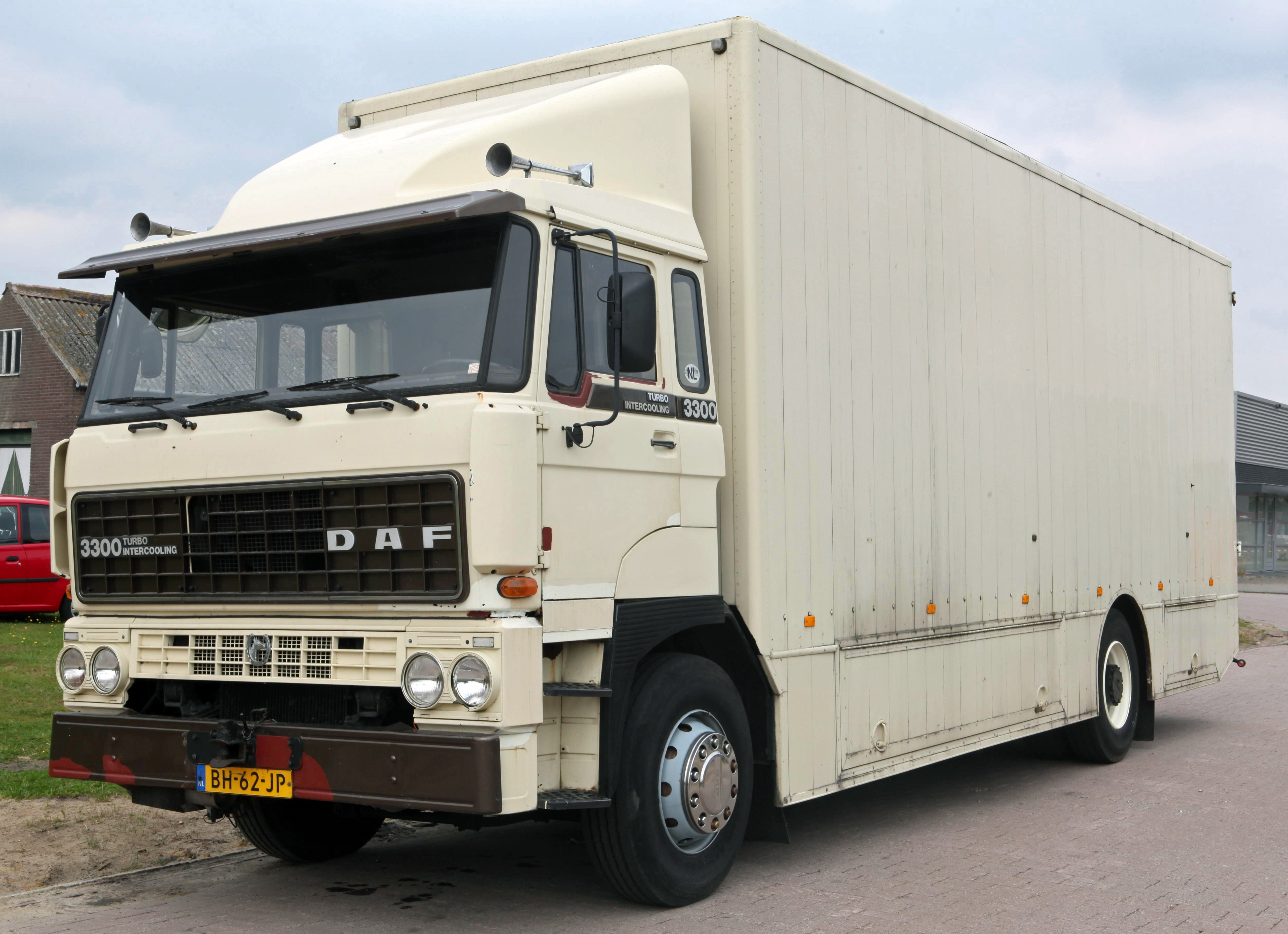
DAF 3300
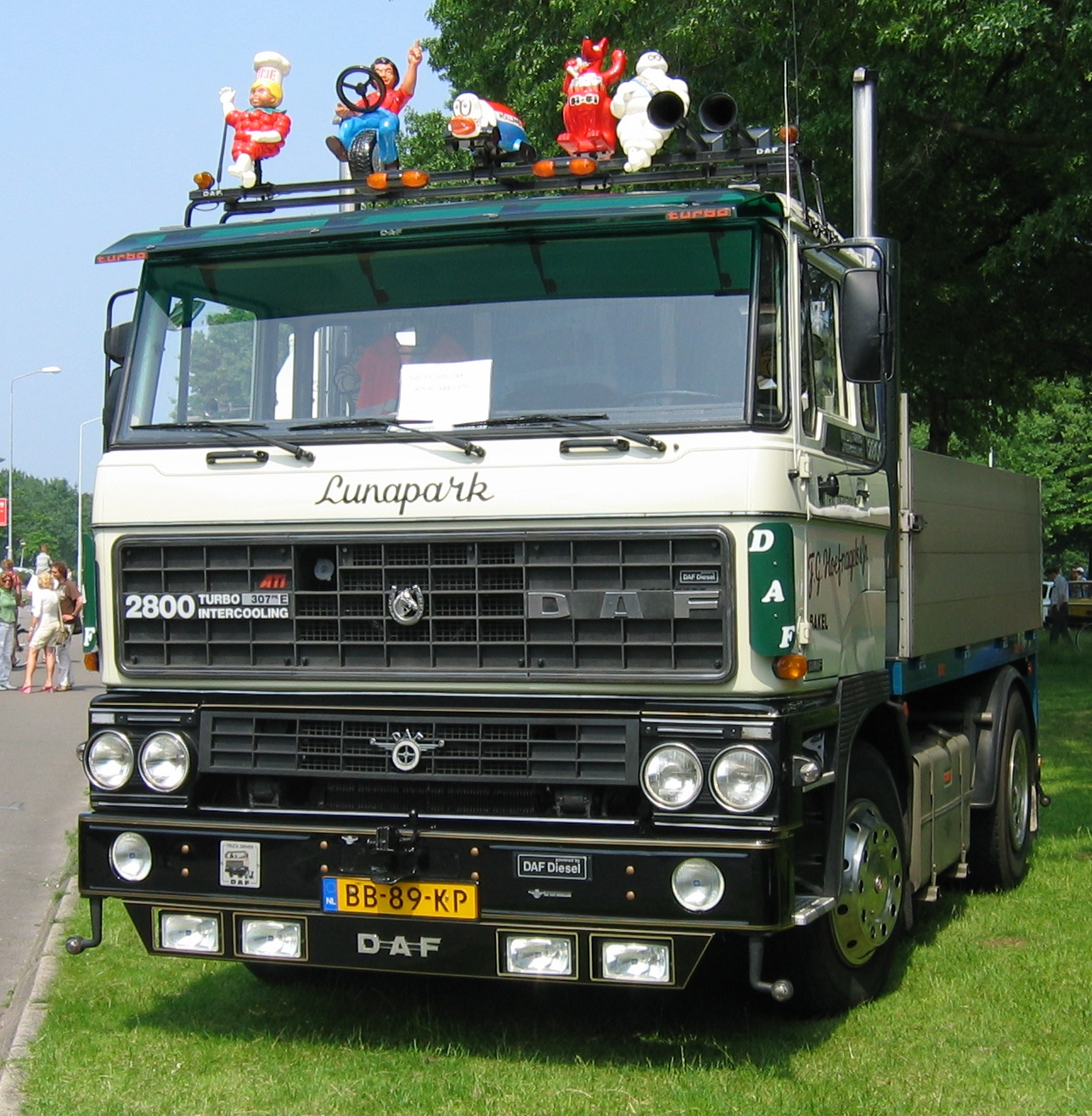
DAF 2800 z roku 1975